# Kiryandongo (district)
Le district de Kiryandongo est un district de l'Ouganda. Il est situé dans la boucle du Nil Blanc. Sa capitale est Kiryandongo (en).

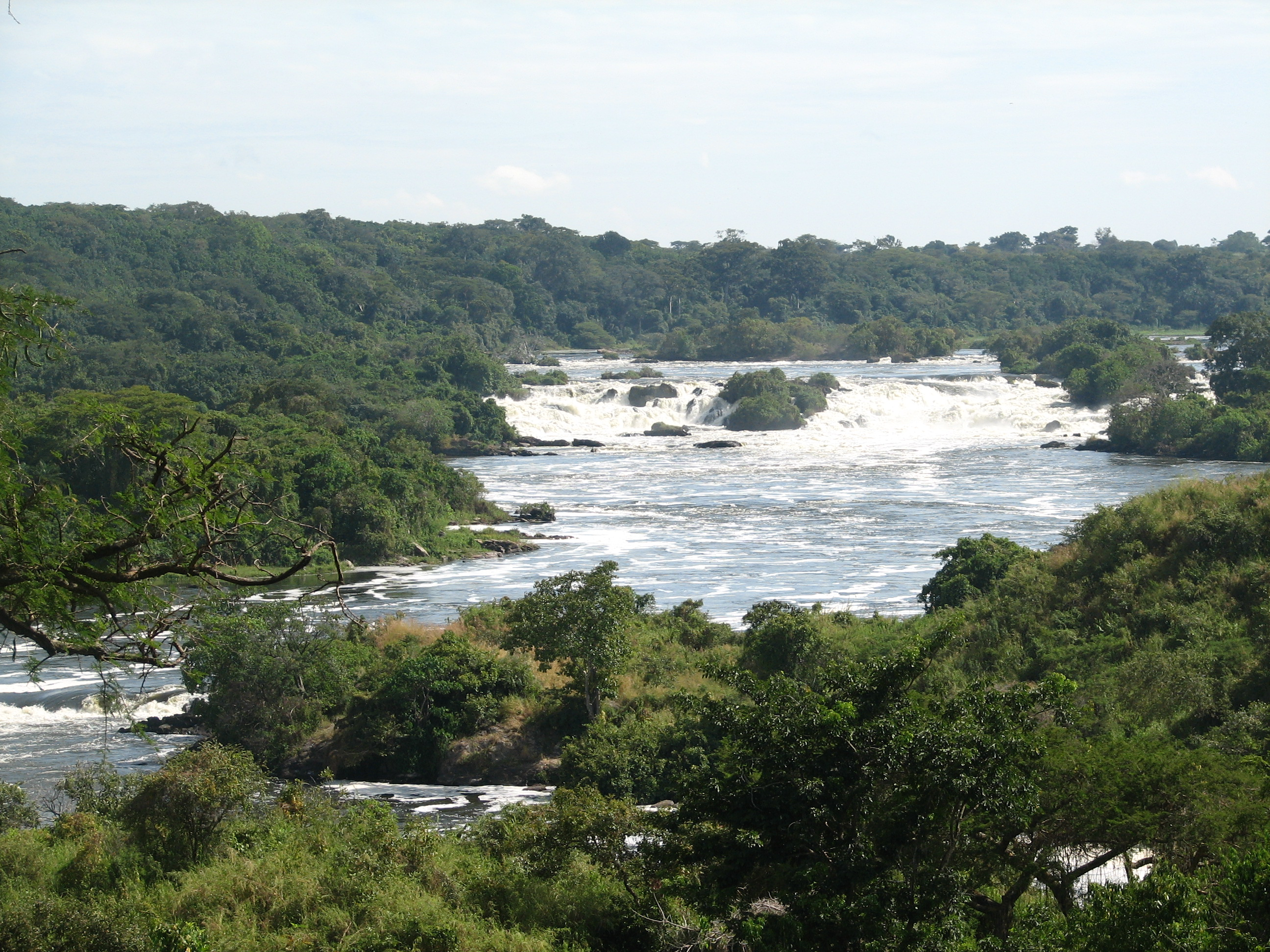
, un ensemble de rapides sur le Nil Blanc au nord du district.

## Histoire
Ce district a été créé en 2010 par séparation de celui de Masindi.